# Dan Carrison
Dan Carrison (* 5. Januar 1947) ist ein ehemaliger Offizier der US Marines sowie US-amerikanischer Unternehmensberater und Autor.

## Leben
Dan Carrison war von 1965 bis 1970 Mitglied des United States Marine Corps Reserve. Er erwarb einen Bachelor of Arts (B.A.) in Englischer Literatur an der University of California, Santa Barbara (1966–1970) und arbeitete danach in der freien Wirtschaft im Vertrieb.  Derzeit ist er leitender Angestellter beim Hard- und Softwaresystemhersteller Diebold. Außerdem war er von 1994 bis 1996 Kolumnist für die New York Times; heute für das Magazin Industrial Management des Institute of Industrial Engineers.
Carrison war gemeinsam mit Rod Walsh Mitbegründer der Unternehmensberatung Semper Fi Consulting in Sherman Oaks, Kalifornien, die sich auf die Beratung von ehemaligen US Marines spezialisiert hat. Er tritt als Redner vor Unternehmen und Regierungsorganisationen auf. Zudem ist er Autor von vier Büchern über Management- und Sicherheitsthemen, die in sieben Sprachen übersetzt wurden. Seine Publikationen wurden u. a. vom Journalisten Dan Rather der CBS Evening News und dem Geschäftsmann Arthur Ochs Sulzberger, dem ehemaligen Herausgeber der New York Times, empfohlen.

## Publikationen
- zusammen mit Rod Walsh: Semper Fi: Business Leadership the Marine Corps Way, Amacom, New York 1998, ISBN 978-0-8144-0413-3.
- Deadline!: How Premier Organizations Win the Race Against Time, Amacom, New York 2002, ISBN 978-0-8144-0726-4.
- Business Under Fire: How Israeli Companies Are Succeeding in the Face of Terror – And What We Can Learn from Them... Amacom, New York 2004, ISBN  978-0-8144-0839-1.
- From the Bureau to the Boardroom: 30 Management Lessons from the FBI. Amacom, New York 2009, ISBN 978-08-1441-063-9.